# Hanna Ralph

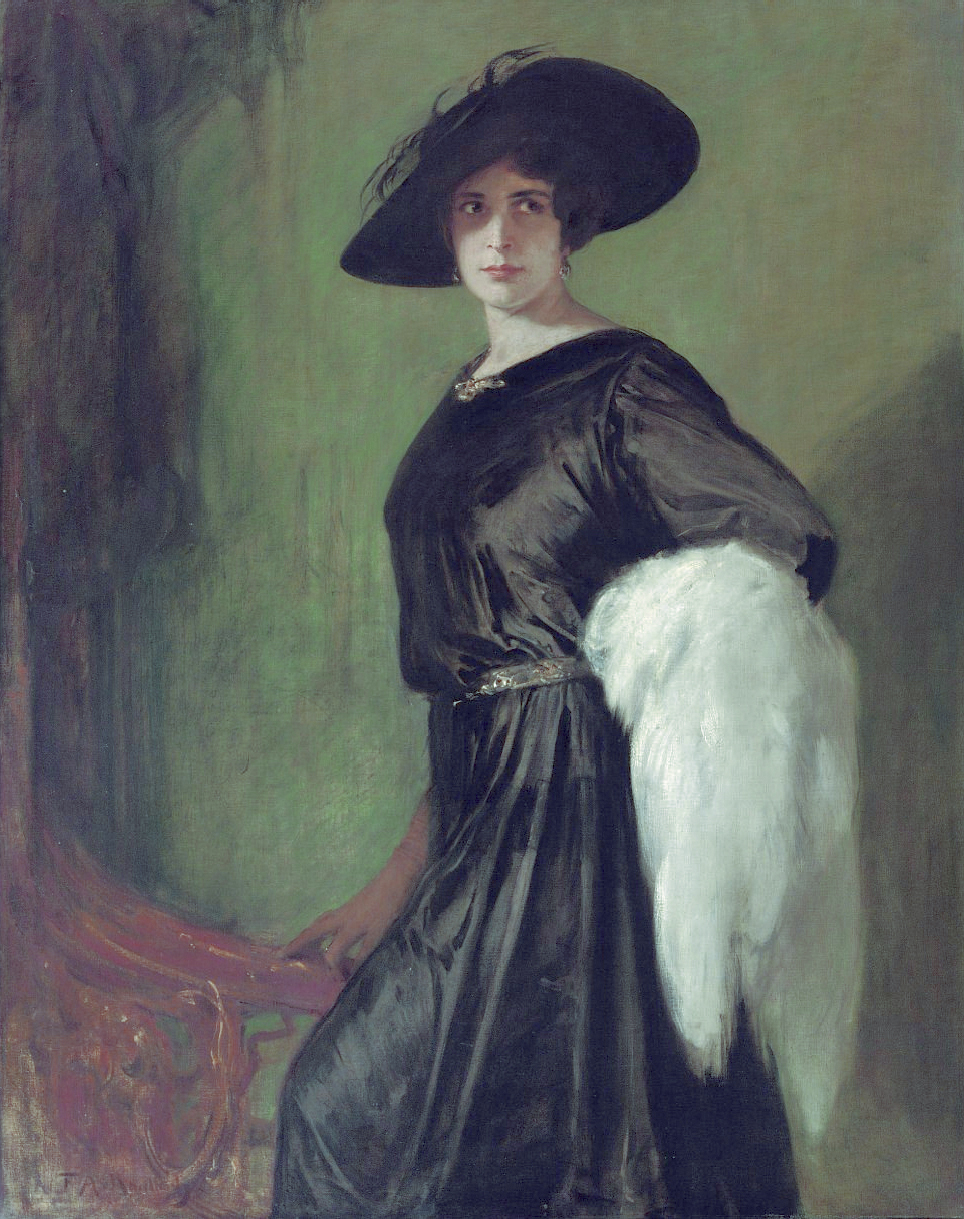
Hanna Ralph (Porträt von Friedrich August von Kaulbach)

Hanna Ralph, gebürtige Johanna Antonie Adelheid Günther, (* 25. September 1888 in Bad Kissingen; † 25. März 1978 in Berlin) war eine deutsche Schauspielerin.

## Leben
Bereits mit sechs Jahren stand Hanna Ralph als Engel in einem Märchenspiel auf der Bühne. 1913 gab sie ihr Debüt am Schauspielhaus Frankfurt, 1914/15 wirkte sie am Stadttheater Mainz und 1916 am Stadt-Theater Hamburg. Ab 1917 agierte sie in Berlin an verschiedenen Bühnen.
Sie spielte in vielen wichtigen deutschen Filmen der 1920er Jahre, unter anderem in Algol. Tragödie der Macht (1920) unter der Regie von Hans Werckmeister, als Brunhilde in Die Nibelungen (1922/24) von Fritz Lang, Helena (1924) von Manfred Noa, Faust (1926) von Friedrich Wilhelm Murnau und als Madame Bertrand in Napoleon auf St. Helena (1929) von Lupu Pick.
Nach 1929 trat Hanna Ralph nur noch selten im Film auf. Das letzte Mal stand sie 1952 vor der Kamera. Ihre letzten Bühnenengagements erhielt sie in der Spielzeit 1937/38 an den Münchner Kammerspielen und etwas später am Deutschen Theater Berlin.
1968 erhielt sie das Filmband in Gold für langjähriges und hervorragendes Wirken im deutschen Film.
Hanna Ralph war in erster Ehe von 1908 bis 1911 mit dem Bergbau-Ingenieur Hans Schmidt (* 5. Juli 1885 in Braunschweig) in Berlin verheiratet. 1919 bis 1921 war sie mit dem Schauspieler Emil Jannings verheiratet und von 1923 bis 1931 mit dem Regisseur Fritz Wendhausen. Ihre vierte Ehe schloss sie 1931 in Berlin mit dem Arzt Dr. med. Ernst Albrecht Sonntag, diese Ehe wurde 1938 in München geschieden.

## Filmografie
- 1917: Die entschleierte Maja
- 1918: Keimendes Leben (2 Teile)
- 1918: Ferdinand Lassalle – Des Volkstribunen Glück und Ende
- 1919: Opium
- 1919: Moral und Sinnlichkeit
- 1919: Prinz Kuckuck
- 1919: Der Mann der Tat
- 1920: Der Schädel der Pharaonentochter
- 1920: Algol – Tragödie der Macht
- 1920: Die Brüder Karamasoff
- 1921: Der Stier von Olivera
- 1921: Ein Fest auf Haderslevhuus
- 1922: William Ratcliff
- 1922: Homo Sum
- 1922: Der Favorit der Königin
- 1922: Oberst Rokschanin
- 1922/24: Die Nibelungen (2 Teile)
- 1924: Helena (2 Teile)
- 1924: Dekameron-Nächte
- 1924: Der Turm des Schweigens
- 1925: Der Herr Generaldirektor
- 1926: Faust
- 1926: Das verlorene Glück (Det sovende hus)
- 1927: Das edle Blut
- 1928: Herzen ohne Ziel
- 1929: Napoleon auf St. Helena
- 1930: Der König von Paris
- 1933: Der sündige Hof
- 1936: Martha
- 1951: Der blaue Stern des Südens
- 1952: Hinter Klostermauern